# 东方蓝巨人
东方蓝巨人（英語：Blue Giant of the Orient）是一颗已切割天然蓝宝石的名字。这颗蓝宝石为长方形，重486克拉，源自克什米爾地區，是世界上最大的已切割天然蓝宝石。